# سیارک ۷۷
سیارک ۷۷ (به انگلیسی: 77 Frigga) هفتاد و هفتمین سیارک کشف شده‌است که در ۱۲ نوامبر ۱۸۶۲ کشف شد.
قدر مطلق سیارک برابر ۸٫۵۲ است.